# Paris Las Vegas
París Las Vegas es un hotel y casino en el famoso Strip de Las Vegas en Paradise, Nevada, EUA, y es propiedad de Caesars Entertainment.   
Como su nombre indica, su tema es la ciudad de París (Francia); incluye una réplica a mitad de escala de la Torre Eiffel de 165 m (540 pies) de altura, un letrero de neón con forma del globo Montgolfier, un Arco del triunfo de escala dos tercios y una réplica de la Plaza de la Concordia. La fachada frontal del edificio sugiere la Ópera Garnier de París y el Museo del Louvre.  
El París está conectado vía corredor a su propiedad hermana, el Bally's Las Vegas, a través del cual conecta con el monorraíl de Las Vegas.

## Historia

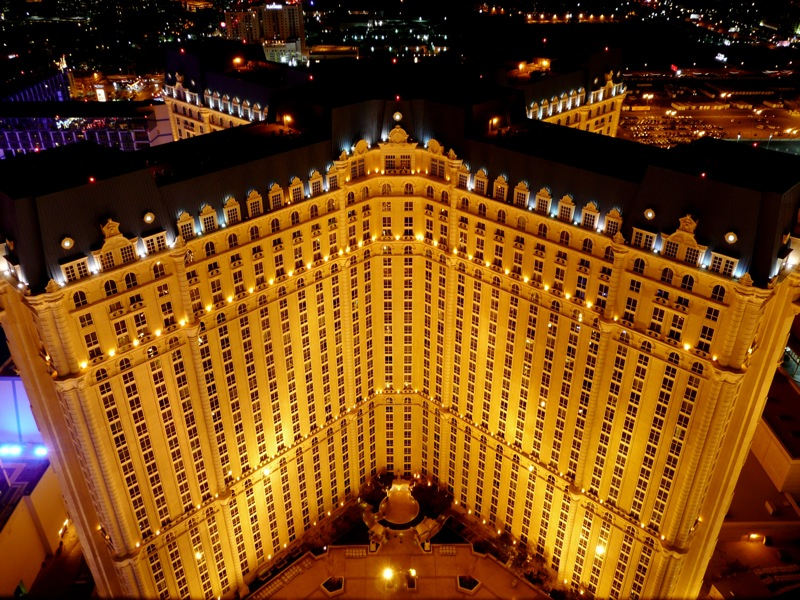
Fachada del hotel París.

El emplazamiento del actual Paris Las Vegas estaba originalmente ocupado por el Galaxy Motel y un pequeño centro comercial; este último había incluido el casino Little Caesar's y una casa de apuestas deportivas independiente conocida como Churchill Downs.  Bally Entertainment anunció el proyecto del resort Paris el 16 de mayo de 1995. Inicialmente estaba previsto que comenzara a construirse más tarde ese año, con la inauguración prevista para finales de 1997.  Se construiría en 24 acres (9,7 ha) justo al sur del resort Bally's Las Vegas de la empresa.
Chanen Construction, con sede en Phoenix (Arizona), fue contratada como directora de obra, pero Hilton adquirió Bally Entertainment a finales de 1996 y Chanen fue despedida del proyecto de París a raíz del cambio de propiedad. La construcción de París Las Vegas comenzó finalmente el 18 de abril de 1997, con Perini Building Company como contratista general. En 1998, Hilton transfirió la propiedad de sus locales de juego -incluidos París y Bally's- a Park Place Entertainment, una escisión empresarial que pasaría a llamarse Caesars Entertainment en 2003.
Paris Las Vegas abrió sus puertas el 1 de septiembre de 1999, tras una fiesta privada VIP en la que participaron el gobernador de Nevada, Kenny Guinn, el alcalde de Las Vegas, Oscar Goodman, la actriz francesa Catherine Deneuve y el empresario Donald Trump. Paris Las Vegas empleó a 4.200 trabajadores. El proyecto del complejo costó 785 millones de dólares. A diferencia de los complejos de lujo que se inauguraron en el Strip por la misma época, Paris se dirigía a una clientela de clase media.
París se construyó como propiedad hermana de Bally's. Los dos complejos están conectados, e inicialmente compartían operaciones, incluida una única licencia de juego y un único sistema de reservas hoteleras.
A finales de 1999, Steven Mattes, un gran apostador que jugó allí durante el fin de semana de apertura, presentó una demanda por fraude contra el complejo. Mattes acusó al casino de incumplir un acuerdo para proporcionarle una línea de crédito de 2 millones de dólares. Un jurado falló a su favor en 2002, concediéndole 8 millones de dólares. Sin embargo, el veredicto fue impugnado por el complejo y declarado erróneo en 2003. El caso fue desestimado sumariamente al año siguiente. Mattes recurrió el caso ante el Tribunal Supremo de EE. UU., que se negó a conocerlo en 2007.
En 2001, el teatro del complejo acogió la primera gala de los premios BET.
La bandera de Francia colgaba del exterior del complejo desde su apertura, pero fue retirada brevemente en 2003, en medio de la oposición de Francia a la invasión de Irak.
Harrah's Entertainment adquirió Caesars Entertainment en 2005 y adoptó el nombre de este último en 2010.
En noviembre de 2016 se produjo un apagón que duró más de 12 horas y dejó atrapadas a 11 personas en los ascensores de todo el complejo, antes de ser rescatadas por los equipos de bomberos. Un equipo de trabajo había estado haciendo reparaciones en el suelo de la sala de calderas del complejo y accidentalmente perforó las líneas de alimentación principal y del generador de respaldo de la propiedad, causando el apagón. Otro apagón ocurrió en octubre de 2020, después de que los roedores interfirieran con un interruptor de transferencia fuera del sitio cerca del complejo. Seis personas tuvieron que ser rescatadas de los ascensores, y la energía se restableció en tres horas.
El cielo raso del casino está pintado tipo "cielo", en la cual es muy popular en los resorts de Las Vegas. Otro único aspecto del París Las Vegas es que en una pata trasera de la torre Eiffel baja y llega hasta el centro del casino.
En noviembre del 2006, el libro deportivo del París estuvo temporalmente fuera de servicio ya que una investigación pendiente de sus empleados alegaban que no se reportaban las propinas.
En el 2007, París Las Vegas empezó con su nueva premier de Los Productores, conducido por Tony Danza. En adición, el resort también contiene el show del hipnotista Anthony Cools, algunos nuevos restaurantes, la discoteca "Club Risque" y que también es muy conocida por tener los mejores baños del strip.

## Galería

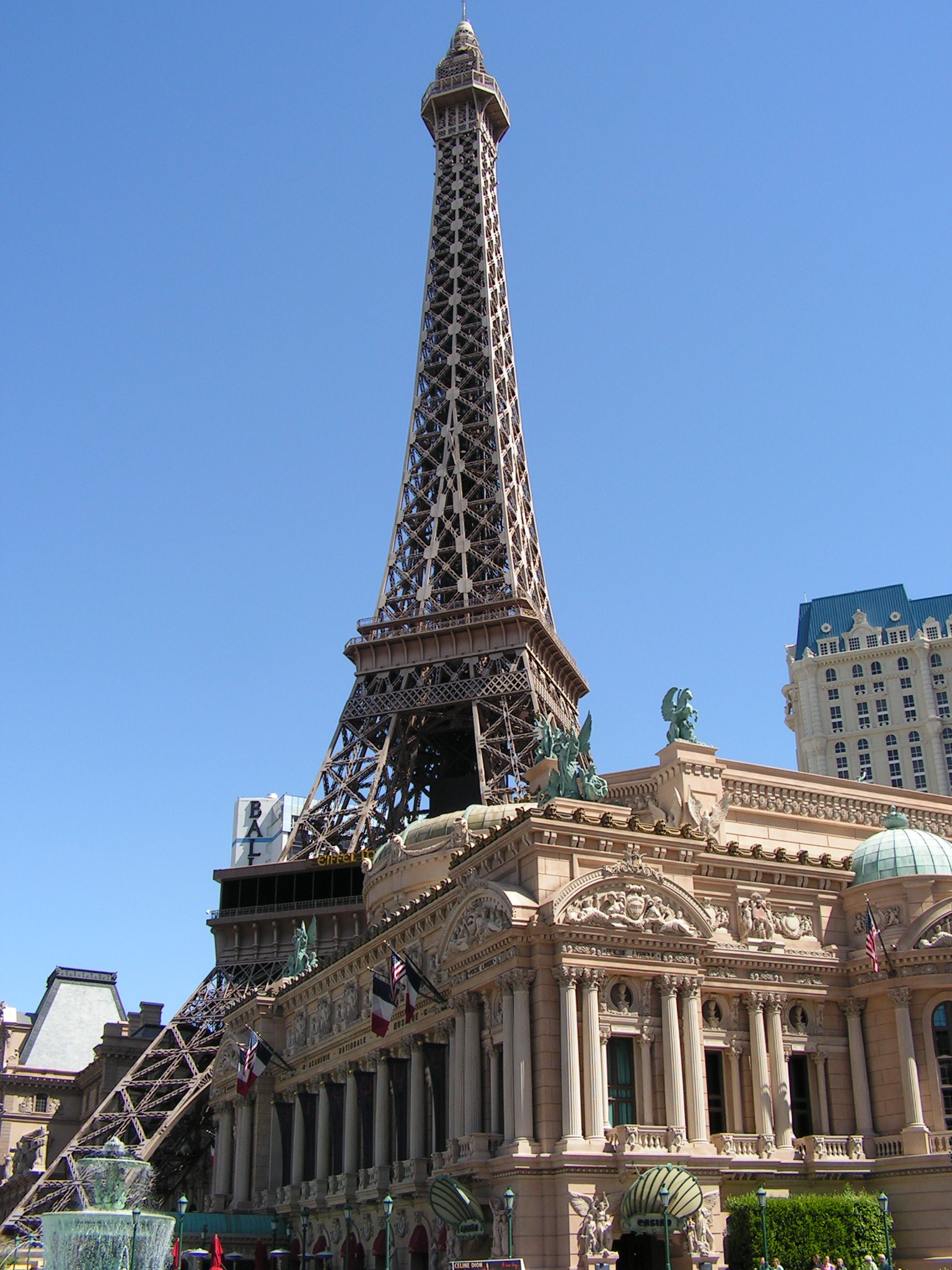
París Las Vegas
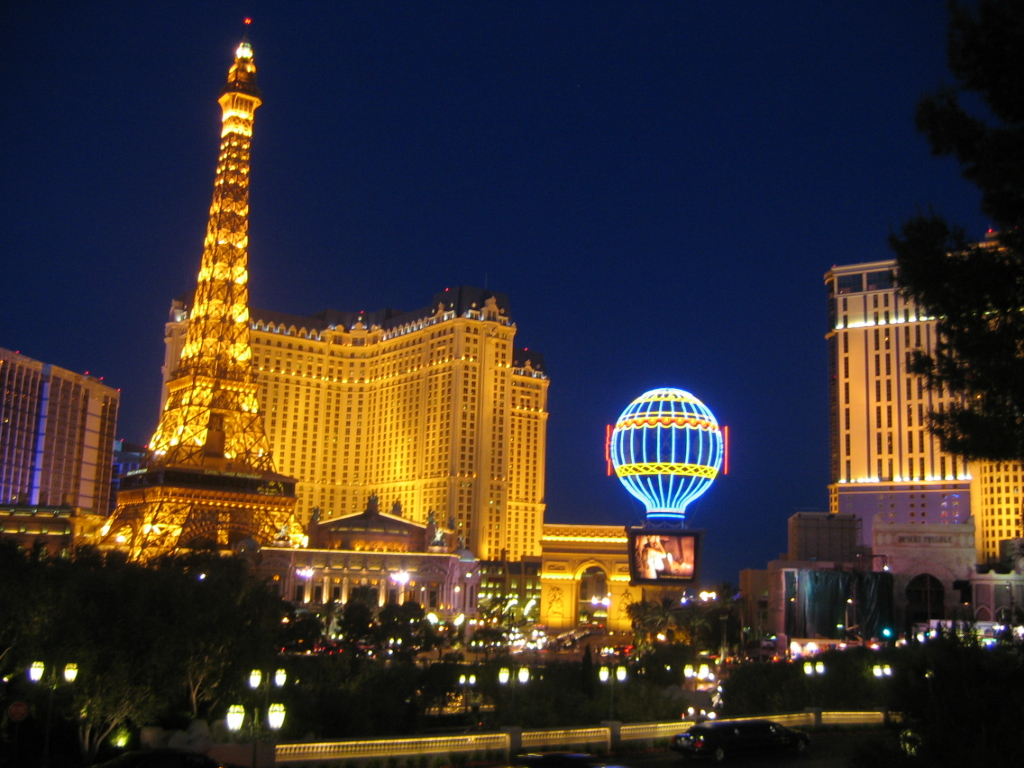
París Hotel y Casino desde el Blvd Las Vegas.
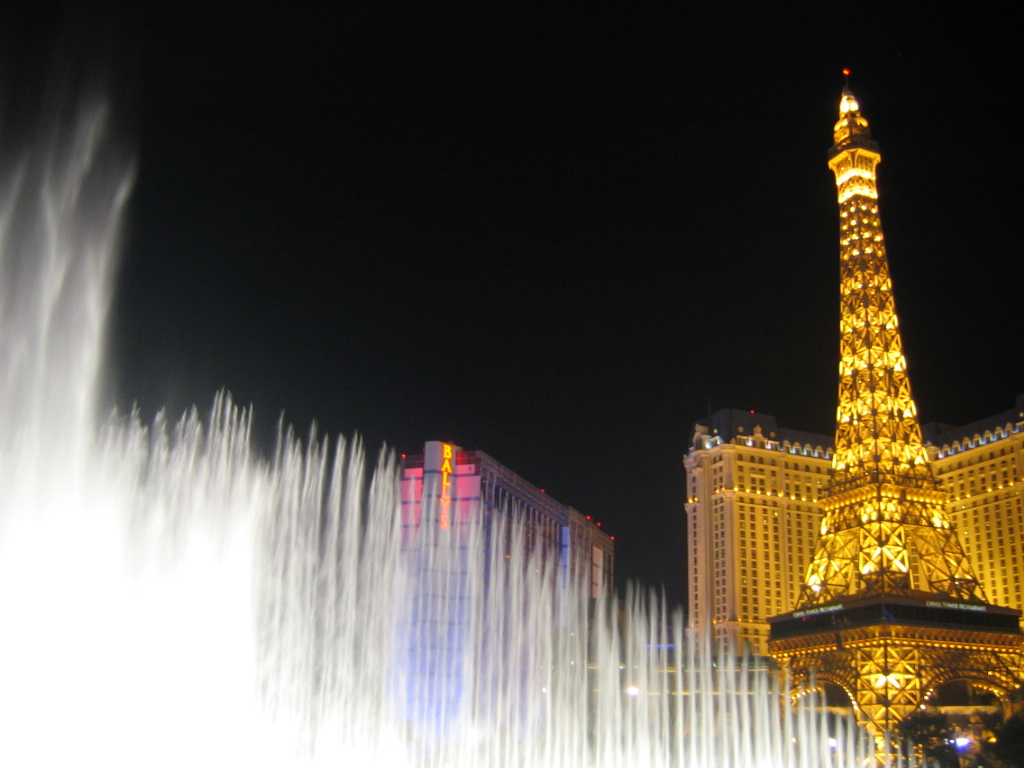
Esta es una vista cruzando la calle  durante el show de las fuentes bailarinas del Bellagio.
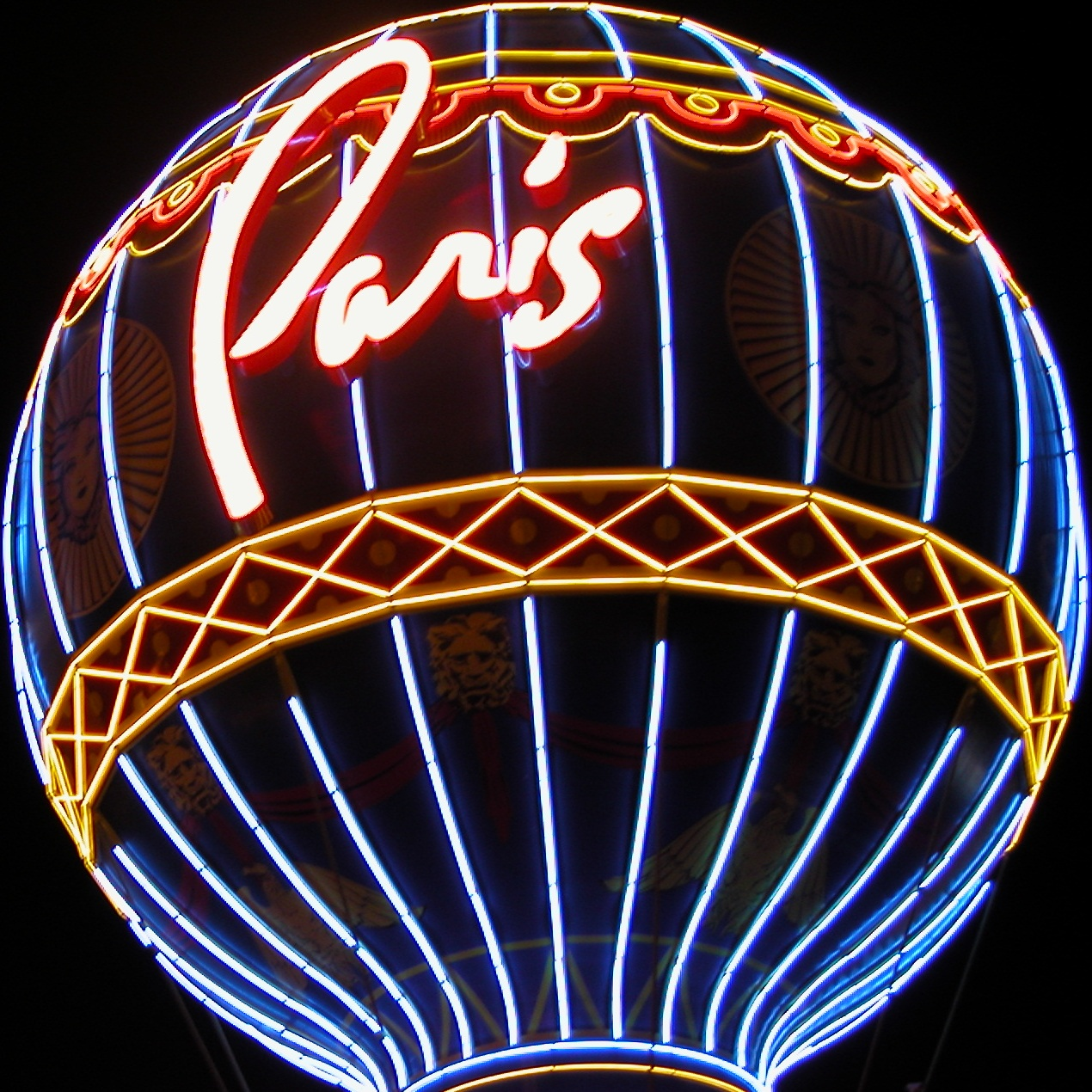
Globo del Paris.